# Gordon Banks
Gordon Banks (30. prosince 1937, Sheffield – 12. února 2019, Stoke-on-Trent) byl anglický fotbalový brankář. Mezinárodní federace fotbalových historiků a statistiků ho jmenovala 2. nejlepším brankářem 20. století (po Lvu Jašinovi a před Dino Zoffem). Pelé ho v roce 2004 zařadil mezi 125 nejlepších žijících fotbalistů.
S anglickou reprezentací se stal mistrem světa roku 1966 a získal bronzovou medaili z mistrovství Evropy 1968, celkem za ni odehrál 73 utkání. Chytal též na mistrovství světa v Mexiku roku 1970. Dvakrát získal Anglický ligový pohár, jednou s Leicesterem City (1964) a jednou se Stoke City (1972).